# Fülöp László (műsorvezető)
Fülöp László (Szeged, 1968. november 11. – ) televíziósműsor-vezető, jogász, szerkesztő, kommunikációs tanácsadó, kormánytisztviselő.

## Élete
Középiskolai tanulmányait Szegeden a Vedres István Építőipari Szakközépiskolában végezte. A József Attila Tudományegyetem (JATE) Állam- és Jogtudományi Karán szerzett jogi diplomát 1999-ben. Az egyetemi évek alatt gyakornokként dolgozott a szegedi Sulyok-Japport Ügyvédi Irodában.
Emellett a 2000-től a nevét Szegedi Tudományegyetemre változtató JATE Bölcsészettudományi Karán Havas Henrik tanítványaként kommunikáció szakos hallgató is volt, de ezt a szakot a megnövekedett újságírói feladatai miatt végül nem fejezte be. Az újságírással, riporteri pályával még az egyetemi évek alatt, 1993-ban ismerkedett meg, akkor kezdett riporterkedni a Magyar Televízió Szegedi Körzeti Stúdiójában.
1993-tól 2013. júniusáig a Magyar Televíziónál műsorvezetőként és szerkesztőként dolgozott.
1993-tól 2011. szeptemberéig a Magyar Televízió szegedi stúdiójában a Szegedi Körzeti Stúdió műsorvezetője volt. Kezdetben riportokat készített a regionális híradókba, magazinokba, majd az országos híradóba is, végül ő vezette a regionális műsorokat, híradókat és magazinműsorokat.
2001-től már a budapesti stúdióban is dolgozott, ahol országos műsorokban is feladatokat kapott műsorvezetőként.
2012-től az állami ünnepségek (március 15., augusztus 20., október 23.) műsorvezetése lett a feladata az M1-en. 2012 decemberében bejelentették, hogy megszüntetik a műsorát, így 20 év után távozott a Magyar Televíziótól. A két évtizedes televíziós pályafutása során több sikeres közéleti, szórakoztató és információs magazinműsort vezetett (pl.. Megoldások Magazinja, Háthatár, Kárpáti Krónika, Balatoni nyár).
2013. július 15-étől az Országos Egészségbiztosítási Pénztár (OEP) Sajtó- és Tájékoztatási Főosztályának főosztályvezetője. 2017 januártól a Magyar Államkincstár kommunikációs és sajtó főosztályának főosztályvezetője. 2018 szeptemberétől az N.I.C.S. Zrt. oktatási és kommunikációs igazgatója volt egészen 2022 májusáig. Azóta szabadúszóként kommunikációs tanácsadóként tevékenykedik.
Közben 2013 novemberétől a CNN magyar nyelvű hírmagazinjának a műsorvezetője a D1 televíziós csatornán. 
Munkái mellett a mai napig vállal műsorvezetéseket. Ilyenek voltak 2012 tavaszán Frank Adél divattervező bemutatója, Mráz János festőművész kiállítása, 2013-ban a Helmut Newton kiállítás megnyitója a Szépművészeti Múzeumban, valamint a „Caravaggiótól Canalettóig, az itáliai barokk és rokokó festészet remekművei” című kiállítás szintén a Szépművészeti Múzeumban.
Szegeden él. Elvált, feleségétől egy lánya született, Adél, aki gyógyíthatatlan betegségben halt meg.
A 2024-es Szegedi polgármesteri választáson a Fidesz jelöltje.

## Tévéműsorok

### Magazinok
- Balatoni Nyár (M1)
- Héthatár (M1)
- Mozaik (M1)
- Nappali (M1)
- Válaszd a tudást! (M1)
- MM – A megoldások magazinja (M1)

### Egyéb műsorai
- Szegedi Körzeti Stúdió (M1)
- Kárpáti Krónika (M1)

## Díjak és kitüntetések
- A Magyar Televízió Produkciós Nívó-díja a „Teljes napfogyatkozás” című produkcióért (1999)
- Döntős a Kamera Hungária Televíziós Műsorfesztiválon az „Év legjobb stúdióbeszélgetése” kategóriában (2007)